# Trier Arena
La Trier Arena è una arena polivalente situata nella città di Treviri.
I lavori per l'Arena iniziarono nel 2002, e venne aperta l'anno seguente. Al suo interno si svolgono anche manifestazioni culturali, eventi e concerti.